# Blitzen Trapper
I Blitzen Trapper sono un gruppo musicale alternative country formatosi nel 2000 a Portland, negli Stati Uniti d'America.

## Storia del gruppo
I loro primi tre album furono autoprodotti. Quando però nel 2007 uscì Wild Mountain Nation, il loro terzo album, questo venne accolto molto bene da quotate riviste di critica musicale come Pitchfork, The Nerve, Rolling Stone e Spin e i Blitzen Trapper firmarono il loro primo contratto discografico con la Sub Pop Records.
Nel 2008 pubblicarono l'album Furr, che in breve raggiunse la tredicesima posizione nella classifica di Rolling Stone dei migliori album del 2008 e la cui title track raggiunse la quarta posizione della classifica dei migliori singoli del 2008 secondo la stessa rivista.

## Formazione
Attuale
- Eric Earley - chitarra, armonica a bocca, voce, tastiere (2000 - oggi)
- Erik Menteer - chitarra, tastiere (2000 - oggi)
- Brian Adrian Koch - batteria, cori, armonica (2000 - oggi)
- Michael VanPelt - basso (2000 - oggi)
- Marty Marquis - chitarra, tastiere, cori melodica (2000 - oggi)

Ex componenti
- Drew Laughery - tastiere

## Discografia

### Album
| Anno | Titolo                | Etichetta                        |
| ---- | --------------------- | -------------------------------- |
| 2003 | Blitzen Trapper       | Lidkercow Ltd.                   |
| 2004 | Field Rexx            | Lidkercow Ltd.                   |
| 2007 | Wild Mountain Nation  | Lidkercow Ltd. / Sub Pop (UK/UE) |
| 2008 | Furr                  | Sub Pop                          |
| 2010 | Destroyer of the Void | Sub Pop                          |
| 2011 | American Goldwing     | Sub Pop                          |
| 2013 | VII                   | Sub Pop                          |
| 2015 | All Across This Land  | Sub Pop                          |

### EP
| Anno | Titolo             | Etichetta      |
| ---- | ------------------ | -------------- |
| 2008 | Cool Love #1       | Lidkercow Ltd. |
| 2009 | Black River Killer | Sub Pop        |

### Singoli 7"
| Anno | Titolo         | Etichetta |
| ---- | -------------- | --------- |
| 2009 | War is Placebo | Sub Pop   |
| 2011 | Maybe Baby     | Sub Pop   |